# Idir Ouali
Pour les articles homonymes, voir Ouali.
Idir Ouali, né le 21 mai 1988 à Roubaix, est un footballeur franco-algérien. Il évolue au poste de milieu gauche ou d'attaquant à l'Olympic de Charleroi.

## Carrière
Formé au SCO Roubaix, il se présente de lui-même au Futurosport, le centre de formation de l' Excel, et intègre rapidement l'équipe réserve du club. Le milieu fait une courte apparition en équipe première lors de la saison 2006-2007.
À l'été 2007, Ouali rentre dans le noyau A de l'entraîneur Marc Brys Le club connait un excellent début de saison, et le jeune franco-algérien est barré par des joueurs comme Bertin Tomou, Adnan Custovic, Mickael Niçoise, et Demba Ba. Afin de l'aguerrir, le club envisage dans un premier temps un prêt au RRC Péruwelz, mais l'affaire capote.
Sans temps de jeu, le roubasien retourne en réserves, où il doute et songe à un transfert. Mais grâce au soutien de Geert Broeckaert, son entraîneur en réserve, il cravache et travaille ses points faibles.
Entretemps, les bons résultats du début de saison sont loin pour l'équipe première, et début mars, le club se bat pour le maintien. Enzo Scifo a succédé à Marc Brys au poste d'entraîneur. Le 8 mars, les hennuyers reçoivent le FC Bruges qui lutte, lui, pour le....titre. En l'absence de Bertin Tomou, souffrant de la malaria, Scifo manque de possibilité en attaque, et donne sa chance à Idir Ouali. Le jeune attaquant est associé à Custovic en front de bandière et prend sa chance à deux mains. Il inscrit le premier but du match, et le premier de sa carrière, et participe activement à la victoire des siens face aux hommes de Jacky Mathijssen. Il déclare: "  C'était un rêve pour moi que d'inscrire le premier but et de remporter ce match face au Club de Bruges. ».
La semaine suivante, pour la réception du Charleroi SC, Scifo maintient sa confiance en Ouali, et a raison : le jeune français reprend d'une tête piquée un centre d'Asanda Sishuba et plante le 3e et dernier but de la victoire hurlue (3-1). L'Excel réalise un 7 sur 9 et sort de la zone dangereuse.
À la suite de ses deux prestations, Ouali signe un contrat jusqu'en 2010 avec le Royal Excelsior Mouscron .
Après la mise en liquidation judiciaire de l'Excelsior Mouscron, le joueur s'engage avec Le Mans FC pour deux ans et demi.
Il débute en Ligue 1 contre Lorient et marque son premier but deux matchs plus tard contre Toulouse. 
En juillet 2012, il rejoint pour deux saisons la seconde division allemande avec le SG Dynamo Dresde.

## Palmarès
- Champion de Turquie de 1. Lig en 2020